# 乾側村
乾側村（いぬいがわむら）は福井県大野郡にあった村。現在の大野市中心部の西方一帯にあたる。

## 地理
- 山岳 ： 飯降山

## 歴史
- 1889年（明治22年）4月1日 - 町村制の施行により、矢村、牛ヶ原村、下丁村、中丁村、上丁村及び犬山村の区域をもって、乾側村が発足する。
- 1954年（昭和29年）7月1日 - 大野町、下庄町、上庄村、五箇村、阪谷村、富田村、乾側村及び小山村が合併して、大野市が発足する。

## 交通

### 鉄道路線
現在は旧村域に越美北線の牛ケ原駅が所在するが、当時は未開業。

### 道路
- 国道158号